# デチャポル・プアヴァラヌクロー
デチャポル・プアヴァラヌクロー（英: Dechapol Puavaranukroh; タイ語: เดชาพล พัววรานุเคราะห์ タイ語発音: [dēː.t͡ɕʰāː.pʰōn pʰūa.wá.rāː.nú.kʰrɔ́] デーチャーポン・プアワラーヌクロ、1997年5月20日 - ）は、タイの男子バドミントン選手。タイ人の混合ダブルス選手として初のBWF世界ランキング1位を達成した。

## 経歴
2014年、彼はキティヌポン・ケドレンとペアを組み、世界ジュニア選手権で男子ダブルスの種目で優勝している。
その後、混合ダブルスではサプシリー・タエラッタナチャイとペアを組み、2019年、2021年の世界選手権でそれぞれ準優勝と優勝を果たしている。BWFワールドツアーファイナルズでは、2020年、2021年と2連覇を達成している。2021年12月には、世界ランキング1位を達成した。
世界選手権優勝と、世界ランキング1位を達成したのは、いずれも混合ダブルスの種目のタイ人としては史上初の快挙であった。